# Boim (Lousada)
Boim, ou São Vicente de Boim, é uma povoação portuguesa do Município de Lousada que foi sede da extinta Freguesia de Boim, freguesia que tinha 3,65 km² de área e 3 102 habitantes (2011), e, por isso, uma densidade populacional de 849,9 hab/km².
A Freguesia de Boim foi extinta, pela reorganização administrativa de 2012/2013, tendo sido agergada às Fergeuesias de Cristelos e Ordem para criar a nova União de Freguesias de Cristelos, Boim e Ordem.

## História
A freguesia de São Vicente de Boim, comarca de Penafiel pelo Decreto nº 13.917, de 9 de Julho de 1927, era curato da apresentação do Convento de Santo Tirso, na antiga comarca do Porto, passando mais tarde a vigararia. Da diocese de Braga passou para a do Porto em 1882. Arcediagado de Meinedo (século XII). Comarca eclesiástica de Penafiel - 4º distrito (1856; 1907). Primeira vigararia de Lousada (1916; 1970).

## População
| População da freguesia de Boim | População da freguesia de Boim | População da freguesia de Boim | População da freguesia de Boim | População da freguesia de Boim | População da freguesia de Boim | População da freguesia de Boim | População da freguesia de Boim | População da freguesia de Boim | População da freguesia de Boim | População da freguesia de Boim | População da freguesia de Boim | População da freguesia de Boim | População da freguesia de Boim | População da freguesia de Boim |
| ------------------------------ | ------------------------------ | ------------------------------ | ------------------------------ | ------------------------------ | ------------------------------ | ------------------------------ | ------------------------------ | ------------------------------ | ------------------------------ | ------------------------------ | ------------------------------ | ------------------------------ | ------------------------------ | ------------------------------ |
| 1864                           | 1878                           | 1890                           | 1900                           | 1911                           | 1920                           | 1930                           | 1940                           | 1950                           | 1960                           | 1970                           | 1981                           | 1991                           | 2001                           | 2011                           |
| 350                            | 321                            | 390                            | 346                            | 401                            | 430                            | 540                            | 605                            | 694                            | 813                            | 1 016                          | 1 236                          | 1 341                          | 2 262                          | 3 102                          |

| Distribuição da População por Grupos Etários | Distribuição da População por Grupos Etários | Distribuição da População por Grupos Etários | Distribuição da População por Grupos Etários | Distribuição da População por Grupos Etários | Distribuição da População por Grupos Etários | Distribuição da População por Grupos Etários | Distribuição da População por Grupos Etários | Distribuição da População por Grupos Etários | Distribuição da População por Grupos Etários |
| -------------------------------------------- | -------------------------------------------- | -------------------------------------------- | -------------------------------------------- | -------------------------------------------- | -------------------------------------------- | -------------------------------------------- | -------------------------------------------- | -------------------------------------------- | -------------------------------------------- |
| Ano                                          | 0-14 Anos                                    | 15-24 Anos                                   | 25-64 Anos                                   | > 65 Anos                                    |                                              | 0-14 Anos                                    | 15-24 Anos                                   | 25-64 Anos                                   | > 65 Anos                                    |
| 2001                                         | 594                                          | 336                                          | 1 198                                        | 134                                          |                                              | 26,3%                                        | 14,9%                                        | 53,0%                                        | 5,9%                                         |
| 2011                                         | 676                                          | 441                                          | 1 801                                        | 184                                          |                                              | 21,8%                                        | 14,2%                                        | 58,1%                                        | 5,9%                                         |